# Joeropsis sandybrucei
Joeropsis sandybrucei is een pissebed uit de familie Joeropsididae. De wetenschappelijke naam van de soort is voor het eerst geldig gepubliceerd in 2009 door Bruce.